# Курт Краузе
Курт Краузе (нім. Kurt Krause; 1883—1963) — німецький ботанік.

## Біографія
Курт Краузе народився 20 квітня 1883 року в місті Потсдам поблизу Берліна. Навчався в Берліні, в 1904 році отримав ступінь доктора філософії. У 1905 році Краузе був призначений асистентом Адольфа Енглера у Ботанічному музеї Берлін-Далем, в 1917 році став куратором музею. У квітні 1924 року Курт Краузе отримав посаду професора.
У 1912 році Краузе подорожував по Кавказу, між 1914 і 1932 здійснив 7 поїздок до Туреччини. У 1933 році він став професором Сільськогосподарського інституту Анкари, де працював до 1939 року.
У 1950 році Краузе пішов на пенсію. 19 вересня 1963 року він помер у Берліні.